# Cairoma (gemeente)
Cairoma is een gemeente (municipio) in de Boliviaanse provincie Loayza in het departement La Paz. De gemeente telt naar schatting 11.040 inwoners (2018). De hoofdplaats is Cairoma.